# Hilde Gerg
Mathilde „Hilde” Gerg (ur. 19 października 1975 w Lenggries) – niemiecka narciarka alpejska, dwukrotna medalistka olimpijska, czterokrotna medalistka mistrzostw świata oraz dwukrotna zdobywczyni Małej Kryształowej Kuli Pucharu Świata w klasyfikacjach supergiganta i kombinacji. Stawała na podium zawodów PŚ we wszystkich konkurencjach.

## Kariera
Na arenie międzynarodowej Hilde Gerg po raz pierwszy pojawiła się w 1992 roku, startując na mistrzostwach świata juniorów w Mariborze. Jej najlepszym wynikiem było tam czwarte miejsce, wywalczone w supergigancie. Jeszcze dwukrotnie startowała na imprezach tego cyklu, najlepsze wyniki osiągając na mistrzostwach świata juniorów w Lake Placid, gdzie zwyciężyła w supergigancie, a w slalomie była czwarta. W zawodach Pucharu Świata zadebiutowała 17 stycznia 1993 roku w Cortinie d'Ampezzo, gdzie zajęła 23. miejsce w slalomie. W sezonie 1992/1993 punkty zdobyła jeszcze 19 marca 1993 roku w Vemdalen, zajmując 25. miejsce w tej samej konkurencji. W efekcie zajęła 106. miejsce w klasyfikacji generalnej.
Pierwszy raz na podium zawodów pucharowych stanęła 6 lutego 1994 roku w Sierra Nevada, gdzie okazała się najlepsza w supergigancie. W zawodach tych wyprzedziła Włoszkę Isolde Kostner i swą rodaczkę, Katharinę Gutensohn. Miesiąc później, 9 marca w Mammoth Mountain w tej samej konkurencji zajęła trzecie miejsce. W klasyfikacji generalnej sezonu 1993/1994 była ostatecznie osiemnasta, a w klasyfikacji supergiganta zajęła trzecie miejsce za Katją Seizinger i Włoszką Bibianą Perez. W lutym 1994 roku brała także udział w igrzyskach olimpijskich w Lillehammer, gdzie jej najlepszym wynikiem było ósme miejsce w kombinacji. W kolejnym sezonie czterokrotnie plasowała się w czołowej dziesiątce, jednak ani razy nie stanęła na podium. W klasyfikacji generalnej zajęła 37. miejsce.
Kolejne podium wywalczyła 17 grudnia 1995 roku w St. Anton, zajmując trzecie miejsce w kombinacji. Trzecia była także w supergigancie 2 lutego 1996 roku w Val d’Isère. Sezon 1995/1996 zakończyła na piętnastej pozycji w klasyfikacji generalnej i trzeciej w klasyfikacji kombinacji, za Austriaczką Anitą Wachter i Ingeborg Helen Marken z Norwegii. W lutym 1996 roku brała udział w mistrzostwach świata w Sierra Nevada, zajmując między innymi dziesiąte miejsce w kombinacji i trzynaste w slalomie. Podczas rozgrywanych rok później mistrzostw świata w Sestriere wywalczyła dwa medale. Starty rozpoczęła od zajęcia szóstego miejsca w slalomie i piątego w gigancie. Następnie zdobyła brązowy medal w supergigancie, ulegając tylko Kostner i Gerg. Cztery dni później zajęła jedenaste miejsce w zjeździe, a na zakończenie wystartowała w kombinacji. Uzyskała piąty czas zjazdu i trzeci czas slalomu, co dało jej trzeci łączny wynik i kolejny brązowy medal. Tym razem lepsze okazały się Renate Götschl z Austrii oraz Katja Seizinger. W zawodach pucharowych kilkakrotnie stawała na podium, odnosząc przy tym jedno zwycięstwo: 12 grudnia 1996 roku w Val d’Isère była najlepsza w supergigancie. Poza tym Niemka wielokrotnie plasowała się w czołowej dziesiątce, dzięki czemu zajęła trzecie miejsce w klasyfikacji generalnej sezonu 1996/1997, ustępując tylko Pernilli Wiberg ze Szwecji oraz Katji Seizinger. W tym samym sezonie wywalczyła także pierwszą w karierze Małą Kryształowa Kulę za zwycięstwo w klasyfikacji supergiganta, a w kombinacji była druga za Wiberg.
Najważniejszym punktem sezonu 1997/1998 były igrzyska olimpijskie w Nagano. Gerg osiągnęła tam swój największy indywidualny sukces, zdobywając złoty medal w slalomie. Po pierwszym przejeździe zajmowała drugie miejsce, tracąc do prowadzącej Debory Compagnoni 0,60 sekundy. W drugim przejeździe osiągnęła najlepszy czas, co dało jej zwycięstwo, z przewagą 0,06 sekundy nad Włoszką. Następnie zdobyła brązowy medal w kombinacji, uzyskując siódmy czas w zjeździe i drugi czas w slalomie. Ostatecznie wyprzedziły ją dwie rodaczki: Katja Seizinger i Martina Ertl. Był to czwarty przypadek w historii igrzysk olimpijskich, kiedy całe podium w narciarstwie alpejskim zajęli reprezentanci jednego kraju (Austriacy w gigancie na ZIO 1956, Austriaczki w zjeździe na ZIO 1964 i Norwegowie w kombinacji na ZIO 1994). W Pucharze Świata ponownie była trzecia, trzecie miejsce zajęła także w slalomie, a w klasyfikacji kombinacji zwyciężyła. Na podium stawała dziesięć razy, z czego czterokrotnie zwyciężała: 28 listopada w Mammoth Mountain i 11 stycznia w Bormio wygrywała slalom, a 20 grudnia w Val d’Isère i 31 stycznia w Åre była najlepsza w kombinacji.
Najlepsze wyniki w zawodach pucharowych osiągnęła w sezonie 1998/1999, który ukończyła na drugiej pozycji w klasyfikacji generalnej, przegrywając tylko z Alexandrą Meissnitzer. Na podium stawała ośmiokrotnie, zwyciężając trzy razy: 18 grudnia w Veysonnaz w zjeździe, dwa dni później w tej samej miejscowości w kombinacji oraz 2 stycznia 1999 roku w Mariborze w supergigancie. W klasyfikacji końcowej kombinacji była najlepsza, w zjeździe była czwarta, a w supergigancie szósta. Z mistrzostw świata w Vail w lutym 1999 roku wróciła bez medalu. Najlepsze rezultaty osiągnęła tam w supergigancie i kombinacji, obie konkurencje kończąc na czwartej pozycji. W supergigancie walkę o podium przegrała z Austriaczką Michaelą Dorfmeister o 0,09 sekundy, a w kombinacji z Florence Masnadą z Francji o 0,41 sekundy. Przed dwa kolejne sezony plasowała się poza najlepszą dwudziestką klasyfikacji generalnej. W tym czasie łącznie pięć razy plasowała się w czołowej trójce, w tym odniosła jedno zwycięstwo: 8 marca 2001 roku w Åre była najlepsza w zjeździe. Na rozgrywanych na przełomie stycznia i lutego 2001 roku mistrzostwach świata w St. Anton wywalczyła brązowy medal w supergigancie. W zawodach tych wyprzedziły ją tylko Francuzka Régine Cavagnoud oraz Isolde Kostner.
Do światowej czołówki powróciła w sezonie 2001/2002, odnosząc cztery zwycięstwa: 15 grudnia w Val d’Isère i 25 stycznia w Cortinie d’Ampezzo wygrywała supergiganty, a 11 i 12 stycznia w Saalbach-Hinterglemm była najlepsza w zjazdach. Poza tym kilkukrotnie plasowała się w najlepszej dziesiątce, w tym dwukrotnie stawała na podium. W klasyfikacji generalnej była czwarta podobnie jak w klasyfikacji zjazdu, a w klasyfikacji supergiganta zdobyła kolejną Małą Kryształowa Kulę. Brała także udział w igrzyskach olimpijskich w Salt Lake City, gdzie zajęła między innymi czwarte miejsce w zjeździe. W walce o brązowy medal lepsza o 0,10 sekundy okazała się Renate Götschl. Na tych samych igrzyskach była też piąta w supergigancie, a rywalizacji w kombinacji nie ukończyła. Kolejne zwycięstwa odniosła 29 listopada 2002 roku w Aspen i 6 grudnia 2002 roku w Lake Louise, wygrywając odpowiednio supergiganta i zjazd. Poza tym na podium stanęła jeszcze dwukrotnie, a kolejne cztery prazy znalazła się w pierwszej dziesiątce. W efekcie w klasyfikacji generalnej sezonu 2002/2003 była tym razem czternasta, w zjeździe była szósta, a w supergigancie siódma. Na mistrzostwach świata w Sankt Moritz jej najlepszym wynikiem było czternaste miejsce w biegu zjazdowym.
Niemka startowała jeszcze przed dwa kolejne sezony, utrzymując miejsce w czołówce. Sezon 2003/2004 ukończyła na czwartej pozycji, a rok później była siódma. W tym czasie piętnaście razy stawała na podium, z czego cztery razy na najwyższym stopniu: 11 stycznia 2004 roku w Veysonnaz i 21 grudnia 2004 roku w Sankt Moritz była najlepsza w supergigancie, a 17 stycznia w Cortinie d’Ampezzo i 4 grudnia 2004 roku w Lake Louise wygrywała biegi zjazdowe. W obu sezonach zajmowała drugie miejsce w klasyfikacji zjazdu, a w supergigancie była kolejno czwarta i piąta. Ostatni raz na podium zawodów pucharowych znalazła się 10 marca 2005 roku w Lenzerheide, zajmując trzecie miejsce w zjeździe. Ostatni sukces osiągnęła na rozgrywanych w 2005 roku mistrzostwach świata w Bormio, gdzie wspólnie z Florianem Eckertem, Martiną Ertl, Andreasem Ertlem, Felixem Neureutherem i Moniką Bergmann zdobyła złoty medal w zawodach drużynowych. Indywidualnie była ósma w zjeździe i trzynasta w supergigancie. W 2005 roku zakończyła karierę.
Wielokrotnie zdobywała medale mistrzostw Niemiec, w tym złote w supergigancie w 1997 roku i zjeździe w 2005 roku. Gerg była żoną niemieckiego trenera Wolfganga Graßla, z którym ma dwójkę dzieci. Prowadzili razem hotel w jej rodzinnym Lenggries. W 2010 roku Graßl zmarł w wyniku zawału serca. Od 2006 roku pracuje jako komentatorka zawodów narciarskich dla niemieckiej stacji ZDF.
Jej kuzynka, Annemarie, również uprawiała narciarstwo alpejskie.

## Osiągnięcia

### Igrzyska olimpijskie
| Miejsce | Dzień     | Rok  | Miejscowość    | Konkurencja | Czas biegu | Strata | Zwyciężczyni       |
| ------- | --------- | ---- | -------------- | ----------- | ---------- | ------ | ------------------ |
| 18.     | 15 lutego | 1994 | Lillehammer    | Supergigant | 1:22,15    | +1,48  | Diann Roffe        |
| 8.      | 21 lutego | 1994 | Lillehammer    | Kombinacja  | 3:05,16    | +4,94  | Pernilla Wiberg    |
| DNF     | 24 lutego | 1994 | Lillehammer    | Gigant      | 2:30,97    | -      | Deborah Compagnoni |
| DNF     | 26 lutego | 1994 | Lillehammer    | Slalom      | 1:56,01    | -      | Vreni Schneider    |
| 10.     | 11 lutego | 1998 | Nagano         | Supergigant | 1:18,02    | +0,57  | Picabo Street      |
| 9.      | 16 lutego | 1998 | Nagano         | Zjazd       | 1:29,89    | +1,07  | Katja Seizinger    |
| 3.      | 17 lutego | 1998 | Nagano         | Kombinacja  | 2:40,74    | +0,76  | Katja Seizinger    |
| 1.      | 19 lutego | 1998 | Nagano         | Slalom      | 1:32,40    | -      | -                  |
| 13.     | 20 lutego | 1998 | Nagano         | Gigant      | 2:50,59    | +5,30  | Deborah Compagnoni |
| 4.      | 12 lutego | 2002 | Salt Lake City | Zjazd       | 1:39,56    | +0,93  | Carole Montillet   |
| DNF2    | 14 lutego | 2002 | Salt Lake City | Kombinacja  | 2:43,28    | -      | Janica Kostelić    |
| 5.      | 17 lutego | 2002 | Salt Lake City | Supergigant | 1:13,59    | +0,40  | Daniela Ceccarelli |

### Mistrzostwa świata
| Miejsce | Dzień       | Rok  | Miejscowość   | Konkurencja | Czas biegu | Strata | Zwyciężczyni          |
| ------- | ----------- | ---- | ------------- | ----------- | ---------- | ------ | --------------------- |
| 19.     | 12 lutego   | 1996 | Sierra Nevada | Supergigant | 1:21,00    | +2,00  | Isolde Kostner        |
| 10.     | 19 lutego   | 1996 | Sierra Nevada | Kombinacja  | 3:19,68    | +5,80  | Pernilla Wiberg       |
| 17.     | 22 lutego   | 1996 | Sierra Nevada | Gigant      | 2:10,74    | +4,87  | Deborah Compagnoni    |
| 13.     | 24 lutego   | 1996 | Sierra Nevada | Slalom      | 1:31,46    | +3,37  | Pernilla Wiberg       |
| 6.      | 5 lutego    | 1997 | Sestriere     | Slalom      | 1:43,88    | +2,21  | Deborah Compagnoni    |
| 14.     | 9 lutego    | 1997 | Sestriere     | Gigant      | 2:39,19    | +3,53  | Hilary Lindh          |
| 3.      | 11 lutego   | 1997 | Sestriere     | Supergigant | 1:23,50    | +0,14  | Isolde Kostner        |
| 3.      | 15 lutego   | 1997 | Sestriere     | Zjazd       | 1:41,18    | +2,24  | Hilary Lindh          |
| 3.      | 15 lutego   | 1997 | Sestriere     | Kombinacja  | 3:03,38    | +0,08  | Renate Götschl        |
| 4.      | 3 lutego    | 1999 | Vail          | Supergigant | 1:20,53    | +0,30  | Alexandra Meissnitzer |
| 12.     | 7 lutego    | 1999 | Vail          | Zjazd       | 1:48,20    | +1,46  | Renate Götschl        |
| 4.      | 8 lutego    | 1999 | Vail          | Kombinacja  | 3:08,52    | +0,86  | Pernilla Wiberg       |
| DNF1    | 11 lutego   | 1999 | Vail          | Gigant      | 2:08,54    | -      | Alexandra Meissnitzer |
| DNF2    | 13 lutego   | 1999 | Vail          | Slalom      | 1:33,97    | -      | Zali Steggall         |
| 3.      | 29 stycznia | 2001 | St. Anton     | Supergigant | 1:23,44    | +0,08  | Régine Cavagnoud      |
| 6.      | 6 lutego    | 2001 | St. Anton     | Zjazd       | 1:36,20    | +0,82  | Michaela Dorfmeister  |
| 20.     | 3 lutego    | 2003 | Sankt Moritz  | Supergigant | 1:27,48    | +1,86  | Michaela Dorfmeister  |
| 14.     | 9 lutego    | 2003 | Sankt Moritz  | Zjazd       | 1:34,30    | +0,86  | Mélanie Turgeon       |
| 13.     | 30 stycznia | 2005 | Bormio        | Supergigant | 1:17,64    | +1,43  | Anja Pärson           |
| 8.      | 6 lutego    | 2005 | Bormio        | Zjazd       | 1:39,90    | +1,42  | Janica Kostelić       |
| 1.      | 13 lutego   | 2005 | Bormio        | Drużynowo   | 26 pkt     | -      | -                     |

### Mistrzostwa świata juniorów
| Miejsce | Dzień     | Rok  | Miejscowość   | Konkurencja | Czas biegu | Strata | Zwyciężczyni    |
| ------- | --------- | ---- | ------------- | ----------- | ---------- | ------ | --------------- |
| 14.     | 25 lutego | 1992 | Maribor       | Zjazd       | 1:21,68    | +1,43  | Céline Dätwyler |
| 4.      | 26 lutego | 1992 | Maribor       | Supergigant | 1:20,66    | +1,11  | Regina Häusl    |
| 18.     | 27 lutego | 1992 | Maribor       | Gigant      | 1:56,37    | +4,18  | Regina Häusl    |
| 15.     | 5 marca   | 1993 | Montecampione | Supergigant | 1:39,23    | +2,43  | Isolde Kostner  |
| 10.     | 7 marca   | 1993 | Montecampione | Gigant      | 2:06,03    | +2,75  | Karin Roten     |
| 1.      | 11 marca  | 1994 | Lake Placid   | Supergigant | 1:23,29    | -      | -               |
| 4.      | 15 marca  | 1994 | Lake Placid   | Slalom      | 1:16,22    | +1,45  | Laure Pequegnot |

### Puchar Świata

#### Miejsca w klasyfikacji generalnej
- sezon 1992/1993: 106.
- sezon 1993/1994: 18.
- sezon 1994/1995: 37.
- sezon 1995/1996: 15.
- sezon 1996/1997: 3.
- sezon 1997/1998: 3.
- sezon 1998/1999: 2.
- sezon 1999/2000: 26.
- sezon 2000/2001: 32.
- sezon 2001/2002: 4.
- sezon 2002/2003: 14.
- sezon 2003/2004: 4.
- sezon 2004/2005: 7.

#### Zwycięstwa w zawodach
1. Sierra Nevada – 6 lutego 1994 (supergigant)
2. Val d’Isère – 12 grudnia 1996 (supergigant)
3. Mammoth Mountain – 28 listopada 1997 (slalom równoległy)
4. Val d’Isère – 20 grudnia 1997 (kombinacja)
5. Bormio – 11 stycznia 1998 (slalom)
6. Åre – 31 stycznia 1998 (kombinacja)
7. Veysonnaz – 18 grudnia 1998 (zjazd)
8. Veysonnaz – 20 grudnia 1998 (kombinacja)
9. Maribor – 2 stycznia 1999 (supergigant)
10. Åre – 8 marca 2001 (zjazd)
11. Val d’Isère – 15 grudnia 2001 (supergigant)
12. Saalbach-Hinterglemm – 11 stycznia 2002 (zjazd)
13. Saalbach-Hinterglemm – 12 stycznia 2002 (zjazd)
14. Cortina d'Ampezzo – 25 stycznia 2002 (supergigant)
15. Aspen – 29 listopada 2002 (supergigant)
16. Lake Louise – 6 grudnia 2002 (zjazd)
17. Veysonnaz – 11 stycznia 2004 (supergigant)
18. Cortina d'Ampezzo – 17 stycznia 2004 (zjazd)
19. Lake Louise – 4 grudnia 2004 (zjazd)
20. Sankt Moritz – 21 grudnia 2004 (supergigant)

- 20 zwycięstw (8 supergigantów, 7 zjazdów, 3 kombinacje, 1 slalom i 1 slalom równoległy)

#### Pozostałe miejsca na podium
1. Mammoth Mountain – 9 marca 1994 (supergigant) – 3. miejsce
2. St. Anton – 17 grudnia 1995 (kombinacja) – 3. miejsce
3. Val d’Isère – 2 lutego 1996 (supergigant) – 3. miejsce
4. Sölden – 1 grudnia 1996 (supergigant) – 2. miejsce
5. Bad Kleinkirchheim – 12 stycznia 1997 (supergigant)
6. Lake Louise – 30 listopada 1996 (zjazd) – 3. miejsce
7. Bad Kleinkirchheim – 11 stycznia 1997 (zjazd) – 2. miejsce
8. Laax – 2 lutego 1997 (kombinacja) – 2. miejsce
9. Mammoth Mountain – 7 marca 1997 (supergigant) – 2. miejsce
10. Vail – 13 marca 1997 (supergigant) – 2. miejsce
11. Lake Louise – 6 grudnia 1997 (supergigant) – 2. miejsce
12. Val d’Isère – 17 grudnia 1997 (zjazd) – 2. miejsce
13. Val d’Isère – 18 grudnia 1997 (supergigant) – 3. miejsce
14. Bormio – 5 stycznia 1998 (slalom) – 2. miejsce
15. Åre – 29 stycznia 1998 (slalom) – 2. miejsce
16. Crans-Montana – 14 marca 1998 (slalom) – 3. miejsce
17. Maribor – 3 stycznia 1999 (slalom) – 2. miejsce
18. St. Anton – 16 stycznia 1999 (zjazd) – 3. miejsce
19. St. Anton – 17 stycznia 1999 (kombinacja) – 2. miejsce
20. Cortina d'Ampezzo – 21 stycznia 1999 (zjazd) – 3. miejsce
21. Lake Louise – 27 listopada 1999 (zjazd) – 2. miejsce
22. Lake Louise – 28 listopada 1999 (supergigant) – 2. miejsce
23. Val d’Isère – 8 grudnia 1999 (supergigant) – 2. miejsce
24. Sankt Moritz – 18 grudnia 1999 (zjazd) – 3. miejsce
25. Lenzerheide – 2 marca 2002 (zjazd) – 3. miejsce
26. St. Anton – 7 marca 2002 (supergigant) – 3. miejsce
27. Cortina d'Ampezzo – 15 stycznia 2003 (supergigant) – 3. miejsce
28. Innsbruck – 1 marca 2003 (zjazd) – 3. miejsce
29. Lake Louise – 5 grudnia 2003 (zjazd) – 2. miejsce
30. Lake Louise – 7 grudnia 2003 (supergigant) – 3. miejsce
31. Sankt Moritz – 20 grudnia 2003 (zjazd) – 2. miejsce
32. Veysonnaz – 10 stycznia 2004 (zjazd) – 2. miejsce
33. Cortina d'Ampezzo – 14 stycznia 2004 (supergigant) – 3. miejsce
34. Cortina d'Ampezzo – 16 stycznia 2004 (supergigant) – 3. miejsce
35. Lake Louise – 3 grudnia 2004 (zjazd) – 3. miejsce
36. Santa Caterina – 6 stycznia 2005 (zjazd) – 3. miejsce
37. Cortina d'Ampezzo – 16 stycznia 2005 (zjazd) – 3. miejsce
38. San Sicario – 26 lutego 2005 (zjazd) – 3. miejsce
39. Lenzerheide – 10 marca 2005 (zjazd) – 3. miejsce